# Chaetomitrium laevifolium
Chaetomitrium laevifolium là một loài Rêu trong họ Hookeriaceae. Loài này được Dixon ex E.B. Bartram mô tả khoa học đầu tiên năm 1939.